# Bản thân
Bản thân (Self) trong triết học chỉ về mối quan hệ giữa bản thể (cái tôi), kiến thức và giá trị của một cá nhân. Bản thân kể lại những trải nghiệm về cuộc sống bên trong và bên ngoài của một người khi hiện diện. Góc nhìn ngôi thứ nhất phân biệt cái tôi với bản sắc cá nhân. Trong khi "bản sắc" là sự giống nhau (theo nghĩa đen) và có thể liên quan đến việc phân loại và quy kết thì bản thân ngụ ý quan điểm ngôi thứ nhất và gợi ý tính độc đáo tiềm tàng. Ngược lại, "người" được sử dụng để tham chiếu đến người thứ ba. Bản sắc cá nhân có thể bị suy giảm khi người ta mắc bệnh Alzheimer giai đoạn cuối và các bệnh thoái hóa thần kinh khác. Cuối cùng, cái tôi có thể được phân biệt với "người khác"/kẻ khác. Bao gồm sự phân biệt giữa cái giống nhau và cái khác, cái tôi so với cái khác là một chủ đề nghiên cứu trong triết học đương đại và hiện tượng học đương đại, tâm lý học, tâm thần học, thần kinh học và khoa học thần kinh. Mặc dù trải nghiệm chủ quan là trung tâm của bản thân, nhưng tính riêng tư của trải nghiệm này chỉ là một trong nhiều vấn đề trong Triết học về bản thân và nghiên cứu khoa học về ý thức.
Tâm lý học về bản thân là nghiên cứu về sự thể hiện nhận thức và tình cảm về bản sắc của một người hoặc chủ đề của trải nghiệm. Công thức sớm nhất về cái tôi trong tâm lý học hiện đại đã tạo nên sự khác biệt giữa hai yếu tố tôi (I) và chính tôi (me). Cái tôi, với tư cách là tôi, là người biết chủ quan. Trong khi, cái chính tôi với tư cách là Tôi, là chủ thể được biết đến. Các quan điểm hiện tại về bản thân trong tâm lý học coi bản thân đóng vai trò không thể thiếu trong động cơ, nhận thức, ảnh hưởng và bản sắc xã hội của con người Bản thân tuân theo ý tưởng của John Locke, được coi là sản phẩm của trí nhớ phân đoạn nhưng nghiên cứu về những người mắc chứng mất trí nhớ cho thấy rằng họ có ý thức mạch lạc về bản thân dựa trên kiến thức tự truyện mang tính khái niệm được bảo tồn. Do đó, có thể tương quan giữa trải nghiệm nhận thức và tình cảm của bản thân với các quá trình thần kinh. Mục tiêu của nghiên cứu đang diễn ra này là cung cấp cái nhìn sâu sắc có căn cứ về các yếu tố cấu thành nên bản thể con người đa dạng phức tạp. Chứng tâm lý "Rối loạn bản thân" cũng đã được các bác sĩ tâm thần nghiên cứu rộng rãi.